# Campionato europeo maschile di pallavolo 1991
Il XVII campionato europeo maschile di pallavolo si svolse a Amburgo, Berlino e Karlsruhe, in Germania, dal 7 al 15 settembre 1991. Al torneo parteciparono 12 squadre nazionali europee e la vittoria finale andò per la dodicesima volta all'URSS.

## Qualificazioni
Al campionato europeo partecipano la nazionale del paese ospitante, le prime 3 squadre classificate nel campionato del 1989 e 8 squadre provenienti dai gironi di qualificazione.

### Squadre già qualificate
- Germania (Paese ospitante)
- Italia (1º posto nel campionato europeo 1989)
- Svezia (2º posto nel campionato europeo 1989)
- Paesi Bassi (3º posto nel campionato europeo 1989)

### Gironi di qualificazione
| Girone A                        | Girone B                | Girone C                 | Girone D                              |
| ------------------------------- | ----------------------- | ------------------------ | ------------------------------------- |
| Unione Sovietica Cecoslovacchia | Francia Finlandia       | Grecia Bulgaria          | Jugoslavia Polonia                    |
| Danimarca Scozia                | Romania Israele Austria | Belgio Ungheria Svizzera | Spagna Turchia Inghilterra San Marino |

## Squadre partecipanti
| - Bulgaria - Cecoslovacchia - Unione Sovietica - Finlandia - Francia - Germania | - Grecia - Italia - Jugoslavia - Paesi Bassi - Polonia - Svezia |

## Gironi
| Gruppo A                                                  | Gruppo B                                                      |
| --------------------------------------------------------- | ------------------------------------------------------------- |
| Finlandia Germania Grecia Polonia Svezia Unione Sovietica | Bulgaria Cecoslovacchia Francia Italia Jugoslavia Paesi Bassi |

## Fase finale

### Finali 5º e 7º posto - Berlino
|  | Semifinali 5º/8º posto | Semifinali 5º/8º posto | Semifinali 5º/8º posto |          |            | Finale 5º/6º posto | Finale 5º/6º posto | Finale 5º/6º posto |  |
|  |                        |                        |                        |          |            |                    |                    |                    |  |
|  | Bulgaria               | Bulgaria               | 3                      |          |            |                    |                    |                    |  |
|  | Bulgaria               | Bulgaria               | 3                      |          |            |                    |                    |                    |  |
|  | Finlandia              | Finlandia              | 0                      |          |            |                    |                    |                    |  |
|  | Finlandia              | Finlandia              | 0                      |          | Jugoslavia | Jugoslavia         | 1                  |                    |  |
|  |                        |                        |                        |          | Jugoslavia | Jugoslavia         | 1                  |                    |  |
|  |                        |                        | Bulgaria               | Bulgaria | 3          |                    |                    |                    |  |
|  | Jugoslavia             | Jugoslavia             | Bulgaria               | Bulgaria | 3          | 3                  |                    |                    |  |
|  | Jugoslavia             | Jugoslavia             |                        |          |            | 3                  |                    |                    |  |
|  | Polonia                | Polonia                | 1                      |          |            | Finale 7º/8º posto | Finale 7º/8º posto | Finale 7º/8º posto |  |
|  | Polonia                | Polonia                | 1                      |          |            |                    |                    |                    |  |
|  |                        |                        |                        |          |            |                    |                    |                    |  |
|  |                        |                        |                        |          |            | Polonia            | Polonia            | 3                  |  |
|  |                        |                        |                        |          |            | Polonia            | Polonia            | 3                  |  |
|  |                        |                        |                        |          |            | Finlandia          | Finlandia          | 1                  |  |

### Finali 1º e 3º posto - Berlino
|  | Semifinali       | Semifinali       | Semifinali |        |                  | Finale           | Finale          | Finale          |  |
|  |                  |                  |            |        |                  |                  |                 |                 |  |
|  | Italia           | Italia           | 3          |        |                  |                  |                 |                 |  |
|  | Italia           | Italia           | 3          |        |                  |                  |                 |                 |  |
|  | Germania         | Germania         | 1          |        |                  |                  |                 |                 |  |
|  | Germania         | Germania         | 1          |        | Unione Sovietica | Unione Sovietica | 3               |                 |  |
|  |                  |                  |            |        | Unione Sovietica | Unione Sovietica | 3               |                 |  |
|  |                  |                  | Italia     | Italia | 0                |                  |                 |                 |  |
|  | Unione Sovietica | Unione Sovietica | Italia     | Italia | 0                | 3                |                 |                 |  |
|  | Unione Sovietica | Unione Sovietica |            |        |                  | 3                |                 |                 |  |
|  | Paesi Bassi      | Paesi Bassi      | 0          |        |                  | Finale 3º posto  | Finale 3º posto | Finale 3º posto |  |
|  | Paesi Bassi      | Paesi Bassi      | 0          |        |                  |                  |                 |                 |  |
|  |                  |                  |            |        |                  |                  |                 |                 |  |
|  |                  |                  |            |        |                  | Paesi Bassi      | Paesi Bassi     | 3               |  |
|  |                  |                  |            |        |                  | Paesi Bassi      | Paesi Bassi     | 3               |  |
|  |                  |                  |            |        |                  | Germania         | Germania        | 0               |  |

## Classifica finale
| Classifica | Squadre          | Qualificazione                                                  |
| ---------- | ---------------- | --------------------------------------------------------------- |
|            | Unione Sovietica | Coppa del Mondo 1991 - Olimpiadi 1992 - Campionato europeo 1993 |
|            | Italia           | Campionato europeo 1993                                         |
|            | Paesi Bassi      | Campionato europeo 1993                                         |
| 4          | Germania         | Coppa del Mondo 1991 - Campionato europeo 1993                  |
| 5          | Bulgaria         | Campionato europeo 1993                                         |
| 6          | Jugoslavia       | Campionato europeo 1993                                         |
| 7          | Polonia          | Campionato europeo 1993                                         |
| 8          | Finlandia        |                                                                 |
| 9          | Francia          |                                                                 |
| 10         | Svezia           |                                                                 |
| 11         | Grecia           |                                                                 |
| 12         | Cecoslovacchia   |                                                                 |

1. ↑  La Jugoslavia non parteciperà al campionato europeo del 1993, per cui al suo posto subentrerà la Francia, essendo la Finlandia il paese ospitante e quindi già qualificata di diritto.